# Ipsenore (figlio di Dolopione)
Ipsenore (in greco antico: Ὑψήνωρ?) è un personaggio della mitologia greca.

## Il mito

### Le origini
Giovane troiano vissuto ai tempi di re Priamo, Ipsenore, figlio di Dolopione,  era il sacerdote del dio Scamandro, uno dei due fiumi nei pressi delle mura della città; bellissimo di aspetto, godeva di molta stima tra i suoi concittadini.

### La morte
Ipsenore partecipò alla guerra di Troia e fu ucciso in battaglia da Euripilo che dopo un lungo inseguimento lo colpì a una spalla con la spada in modo da mozzargli un braccio. 
Omero narrò questa vicenda nel quinto libro dell'Iliade.
 " Euripilo Evemonide colpì il divino Ipsenore,

figlio di Dolopione magnanimo, che dello Scamandro 

fu ministro, e come un dio era onorato dal popolo.

Dunque Euripilo, il figlio splendido di Evemone,

lo colse alla spalla, correndo che gli fuggiva davanti,

 [...] e il braccio pesante staccò; 

cadde nella pianura il braccio sanguinante; gli venne 

rossa sugli occhi la morte e la Moira dura  " 
(Omero, Iliade libro V, vv.76-83, traduzione di Rosa Calzecchi Onesti)

## Interpretazione e realtà storica
Secondo gli antichi Greci ad ogni fiume corrispondeva una divinità maschile, alla quale era collegata una particolare categoria di sacerdoti.
 " E del fiume Scamandro il sacerdote 

Ipsenore, che dio parve alle genti,

e magnanima prole era dell'alto 

Dolopione, ebbe alle spalle un colpo 

di che il brando d'Euripilo, fendendo 

l'omero e il braccio, gli mozzò la mano.

Ei la vedea sul prato, e intorno agli occhi

la Parca gli piovea tenebre eterne ". 
(traduzione di Ugo Foscolo)